# Švedski hokejski hram slavnih
Švedski hokejski hram slavnih, ki je bil ustanovljen leta 13. decembra 2011. Do sedaj je bilo sprejetih 107 nekdanjih hokejistov, trenerjev, sodnikov in funkcionarjev. 

## Člani
V oklepaju je naveden datum sprejema.
| 1. Sven Tumba (12. november 2011) 2. Lars Björn (9. februar 2012) 3. Börje Salming (9. februar 2012) 4. Anders Hedberg (11. februar 2012) 5. Håkan Loob (11. februar 2012) 6. Ulf Sterner (10. februar 2012) 7. Leif Holmqvist (10. februar 2012) 8. Roland Stoltz (10. februar 2012) 9. Nisse Nilsson (10. februar 2012) 10. Mats Näslund - (10. februar 2012) 11. Peter Lindmark - (1. maj 2012) 12. Raoul Le Mat (17. maj 2012) 13. Carl Abrahamsson (17. maj 2012) 14. Sigfrid Öberg (17. maj 2012) 15. Anton Johanson (17. maj 2012) 16. Arne Johansson (17. maj 2012) 17. Kurt Kjellström (17. maj 2012) 18. Hans Georgii (17. maj 2012) 19. Gustaf Johansson (17. maj 2012) 20. Lennart Svedberg (17. maj 2012) 21. Nils Molander (17. maj 2012) 22. Einar Lundell (17. maj 2012) 23. Ragnar Backström (17. maj 2012) 24. Helge Berglund (17. maj 2012) 25. Åke Andersson (17. maj 2012) 26. Folke Jansson (17. maj 2012) 27. Erik Burman (17. maj 2012) 28. Rudolf Eklöw (17. maj 2012) 29. Lars-Erik Sjöberg (17. maj 2012) 30. Arne Strömberg (17. maj 2012) 31. Thord Flodqvist (17. maj 2012) 32. Birger Holmqvist (17. maj 2012) 33. Anders Andersson (17. maj 2012) 34. Herman Carlson (17. maj 2012) 35. Erik Johansson (17. maj 2012) 36. Axel Sandö (17. maj 2012) 37. Sven Bergqvist (17. maj 2012) 38. Ove Dahlberg (17. maj 2012) 39. Gösta Johansson (17. maj 2012) 40. Gösta Ahlin (17. maj 2012) 41. Stig-Göran Johansson (17. maj 2012) | 1. Sven Thunman (17. maj 2012) 2. Holger Nurmela (17. maj 2012) 3. Sigurd Bröms (17. maj 2012) 4. Hans Mild (17. maj 2012) 5. Hans Öberg (17. maj 2012) 6. Åke Lassas (17. maj 2012) 7. Håkan Wickberg (17. maj 2012) 8. Ronald Pettersson (17. maj 2012) 9. Lennart Johansson (17. maj 2012) 10. Eilert Määttä (17. maj 2012) 11. Lars-Eric Lundvall (29. oktober 2012) 12. Kjell Svensson (21. januar 2013 ) 13. Bert-Olov Nordlander (29. oktober 2012) 14. Bo Tovland (1. februar 2013) 15. Jörgen Jönsson (18. december 2012) 16. Tomas Sandström (1. februar 2013) 17. Tomas Jonsson (7. marec 2013) 18. Tommy Salo (9. januar 2013) 19. Bengt-Åke Gustafsson (3 maj 2013) 20. Kent Nilsson (3 maj 2013) 21. Anders Carlsson (24. marec 2013) 22. Rickard Fagerlund (9. februar 2013) 23. Pelle Bergström (18. december 2012) 24. Mats Sundin (14 maj 2013) 25. Peter Forsberg (14 maj 2013) 26. Tord Lundström (28. februar 2014) 27. Thomas Rundqvist (28. februar 2014) 28. Jonas Bergqvist (10. april 2014) 29. Ulf Dahlén (17. januar 2014) 30. Eje Lindström (17. januar 2014) 31. Markus Näslund (18. april 2014) 32. Mats Waltin (17. januar 2014) 33. Mats Åhlberg (22. avgust 2014) 34. Dan Söderström (10. oktober 2014) 35. Jan-Åke Edvinsson (22. avgust 2014) 36. Dag Olsson (22. avgust 2014) 37. Ulf Lindgren (27 maj 2014 ) 38. Lars Tegnér (22. avgust 2014) 39. Christer Höglund (22. avgust 2014) 40. Viking Harbom (22. avgust 2014) 41. Thure Wickberg (22. avgust 2014) | 1. Ruben Rundqvist (22. avgust 2014) 2. Georg Lundberg (22. avgust 2014) 3. Pelle Lindbergh (22. avgust 2014) 4. Arne Grunander (22. avgust 2014) 5. Börje Idenstedt (22. avgust 2014) 6. Kjell Glennert (22. avgust 2014) 7. Curt Berglund (22. avgust 2014) 8. Stig Nilsson (22. avgust 2014) 9. Tommy Sandlin (22. avgust 2014) 10. Bo Berglund (22. avgust 2014) 11. Carlabel Berglund (22. avgust 2014) 12. Sven Nordstrand (22. avgust 2014) 13. Folke Lindström (22. avgust 2014) 14. Stefan Liv (22. avgust 2014) 15. Peter Åslin (22. avgust 2014) 16. Hans Svedberg (22. avgust 2014) 17. Calle Johansson (22. avgust 2014) 18. Nicklas Lidström (22. avgust 2014) 19. Erika Holst (21. marec 2015) 20. Maria Rooth (22. marec 2015) 21. Gunilla Andersson Stampes (22. marec 2015) 22. Hans Lindberg (7. april 2015) 23. Nils Johansson (3. november 2015) 24. Mikael Johansson (6. februar 2016) 25. Ann-Louise Edstrand (6. februar 2016) 26. Anders Eldebrink (11. december 2015) 27. Thommie Bergman (4. september 2016) 28. Conny Evensson (11. februar 2017) 29. Gert Blomé (31. januar 2017) 30. Tommy Albelin (27. marec 2017) 31. Kristina Bergstrand (21. marec 2018) 32. Ylva Martinsen (21. april 2018) 33. Kenny Jönsson (22. april 2018) 34. Daniel Alfredsson (21. november 2017) 35. Annica Åhlén (24. oktober 2018) 36. Tommy Samuelsson (24. oktober 2018) 37. Lars-Göran Nilsson (24. oktober 2018) 38. Peter Andersson(24 oktober 2018) |